# Gautam Adani
Gautam Shantilal Adani (* 24. června 1962 Ahmadábád) je indický miliardář a průmyslník. Je předsedou a zakladatelem Adani Group, nadnárodního konglomerátu zabývajícího se rozvojem a provozem přístavů v Indii. Je také prezidentem nadace Adani Foundation. K prosinci 2022 je Adani s čistým jměním 138,1 miliardy USD podle časopisu Forbes a 133 miliard USD podle agentury Bloomberg nejbohatší osobou v Asii a třetí nejbohatší osobou na světě.